# Coral (álbum)
Coral, un disco de corte Pop - dance, es el primer álbum de estudio de la cantante Coral Segovia. Grabado durante los años 2000 y 2001 con producción de Pumpin' Dolls, fue lanzado el 4 de febrero de 2002 y distribuido por Sony Columbia.

## Historia
A finales del año 1999, los productores españoles Juan Belmonte y Abel Arana (conocidos como Pumpin' Dolls) gozaban de gran éxito y de un incipiente despegue internacional. Tuvieron la idea de hacer un casting para buscar una nueva voz femenina y así producir y grabar un álbum. Coral Segovia se presentó a dicha selección y fue finalmente escogida. Tuvo su primera entrevista con Pumpin’ Dolls el 6 de abril de 2000, donde empezó a ensayar, grabar demos e intercambiar opiniones sobre lo que sería su nuevo disco. 
Para comienzos del 2001 se tenían alrededor de 20 temas compuestos y 8 maquetas ya grabadas con ayuda de Josete y del guitarrista Diego García, quién más adelante colaboraría en la mayoría de los temas del álbum. 
El 16 de mayo de ese año, Coral firmó oficialmente la producción del álbum con Sony Columbia.

## Grabación y producción
Cuando se dio luz verde para el proyecto, los productores tuvieron que darse prisa en grabar y producir el álbum, ya que en un principio el lanzamiento estaba previsto para finales de septiembre de ese mismo año. Se realizó en los estudios Eurosonic, dónde se grabaron voces, coros de Vicky y Luisi Bodega, instrumentos y músicos adicionales. 
En él participan Diego García, Josete, Javier Portugués (exmiembro de Modestia Aparte y A&R), también el pianista Iñaki Quijano en el tema “Que Más Da”, quién usó el mismo piano de cola con el que grabaron Mecano todas sus baladas en su día. También se recuperó el tema antes descartado “Ni Tú, ni Nadie”, para incluirlo en el repertorio definitivo. El máster del álbum se entregó el 5 de septiembre de 2001.
También se realizaron las remezclas del primer single “Volverás”, que vio la luz en noviembre y que tuvo 4 o 5 fechas diferentes antes de su salida. Ese mismo mes Columbia, celebra en la planta baja de Hard Rock Cafe en Madrid, un miniconcierto de Coral para miembros de Sony Music.
El 11 de diciembre Tony Aguilar y Joaquín Luqui presentan en exclusiva y a lo grande Volverás de Coral en Fan Club. También se realiza en Madrid y Barcelona, la sesión de fotos de Coral para la portada de su disco, dirigida y realizada por Carlos Martín, director de arte de Sony.

## Promoción y lanzamiento
A finales del 2001 y comienzos de 2002, se realizaron, prueba de vestuario, sesiones de fotografía dirigida por Andrés Giménez y varias entrevistas hechas por Miguel Bañón para medios de televisión (40 Principales), radio (Dial Tal Cual) y prensa escrita (Revista Zero). Como parte de la promoción Coral actuó en las fiestas de aniversario del programa Fan Club, el 22 de febrero Barcelona y 23 de febrero Madrid (La cubierta de Leganés).
El 4 de febrero sale a la venta el sencillo “Volverás” y el 18, sale el álbum oficialmente a la venta en toda España, Apareciendo en diferentes programas de televisión como: Sabor A Ti, Crónicas Marcianas, Sol Música, Música Si, T de Tarde, Punto H, Vitamina N, 40 TV y City TV. 
Ese mismo mes al no estar de acuerdo con la línea que la artista decide seguir, Pumpin’ Dolls y Coral rompen toda relación profesional hasta esa fecha, dejando toda su andadura artística en manos de Columbia Records. Siguiendo con la promoción del disco, Coral se presentó en Andorra, y la buena acogida propició que acudiese como estrella invitada a la "Gala OBA de Jóvenes Promesas", donde actuó ante el presidente del principado, interpretando 4 temas de su disco debut.

## Posicionamiento
El primer sencillo Volverás ingresó al número 20 en la lista A.F.Y.V.E., permaneciendo en la lista por varias semanas consecutivas, alcanzando su máxima entrada en el N.º 8. El segundo sencillo “Lágrimas de Cristal” entró al N.º 21, permaneciendo 4 semanas en lista, llegando al N.º 12. Las ventas del álbum ascendieron poco más de 20 000 copias, sumadas las ventas del maxisencillo del tema Volverás.

## Lista de canciones
| #   | Título | Duración |
| --- | --- | -------- |
| 01. | Volverás • Música: Juan Belmonte, Abel Arana, Coral Segovia • Letra: Juan Belmonte, Abel Arana                            | 3:48     |
| 02. | Tormenta • Música: Juan Belmonte, Abel Arana, Coral Segovia • Letra: Juan Belmonte, Abel Arana                            | 5:33     |
| 03. | Sueño eterno • Música: Juan Belmonte, Abel Arana, Coral Segovia • Letra: Juan Belmonte, Abel Arana                        | 4:20     |
| 04. | La luna • Músic: David Santisteban, Pablo Pinilla, David DeMaría • Letra: David Santisteban                               | 3:57     |
| 05. | Nada en el mundo • Música: Juan Belmonte, Abel Arana, Coral Segovia • Letra: Juan Belmonte, Abel Arana                    | 4:26     |
| 06. | Salvaje • Música: Juan Belmonte, Abel Arana • Letra: Juan Belmonte, Abel Arana                                            | 4:03     |
| 07. | Lágrimas de cristal • Música: David Domínguez • Letra: Juan Belmonte, Abel Arana                                          | 4:09     |
| 08. | El primero en tu vida • Música: J.C. Villamil; Alejandro Gil • Letra: J.C. Villamil; Alejandro Gil                        | 4:15     |
| 09. | Mil y una noches • Música: Coral Segovia, Diego García • Letra: Juan Belmonte, Abel Arana, Coral Segovia                  | 3:32     |
| 10. | Te di mi vida entera • Música: J.C. Villamil; Alejandro Gil • Letra: J.C. Villamil; Alejandro Gil                         | 4:19     |
| 11. | Que más da • Música: Fernando Rodríguez, Alejandro Piqueras, Lydia • Letra: Fernando Rodríguez; Alejandro Piqueras; Lydia | 4:51     |
| 12. | Nada ni nadie • Música: Juan Belmonte, Abel Arana • Letra: Juan Belmonte, Abel Arana                                      | 4:45     |

### Singles Promocionales
| Título                | Año  |      |
| --------------------- | ---- | ---- |
| "Volverás"            | 2002 | 2003 |
| "Lágrimas de cristal" | 2002 | 2003 |
| "Tormenta"            | 2002 | 2003 |
| "Sueño eterno"        | 2002 | 2003 |

## Vídeos musicales
- "Volverás" (2002)  (Dirigido por: Juan Belmonte)
- "Lágrimas de cristal" (2002)  (Dirigido por: Juan Belmonte)